# Blok P

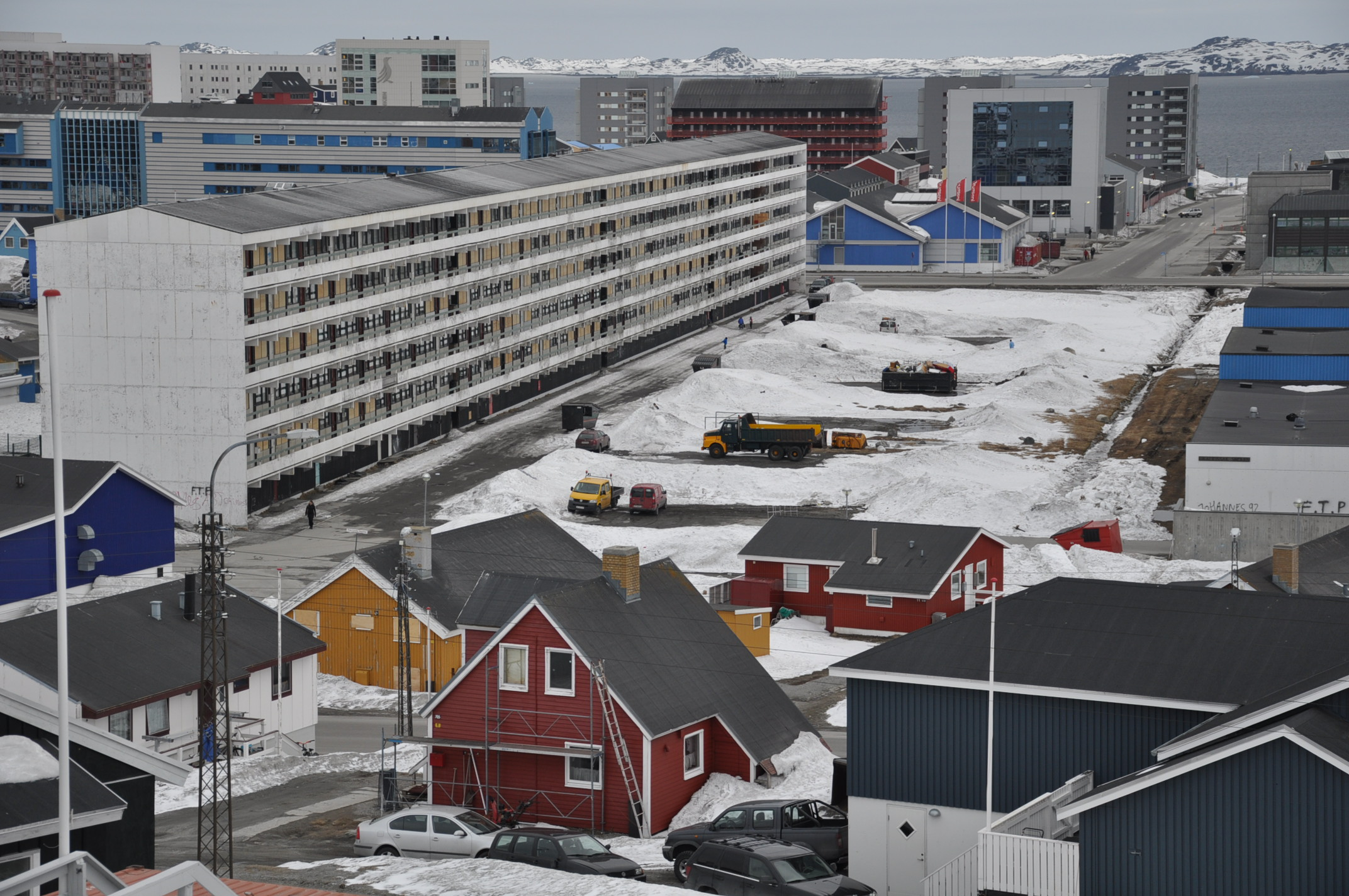
O edifício no lado esquerdo da imagem.

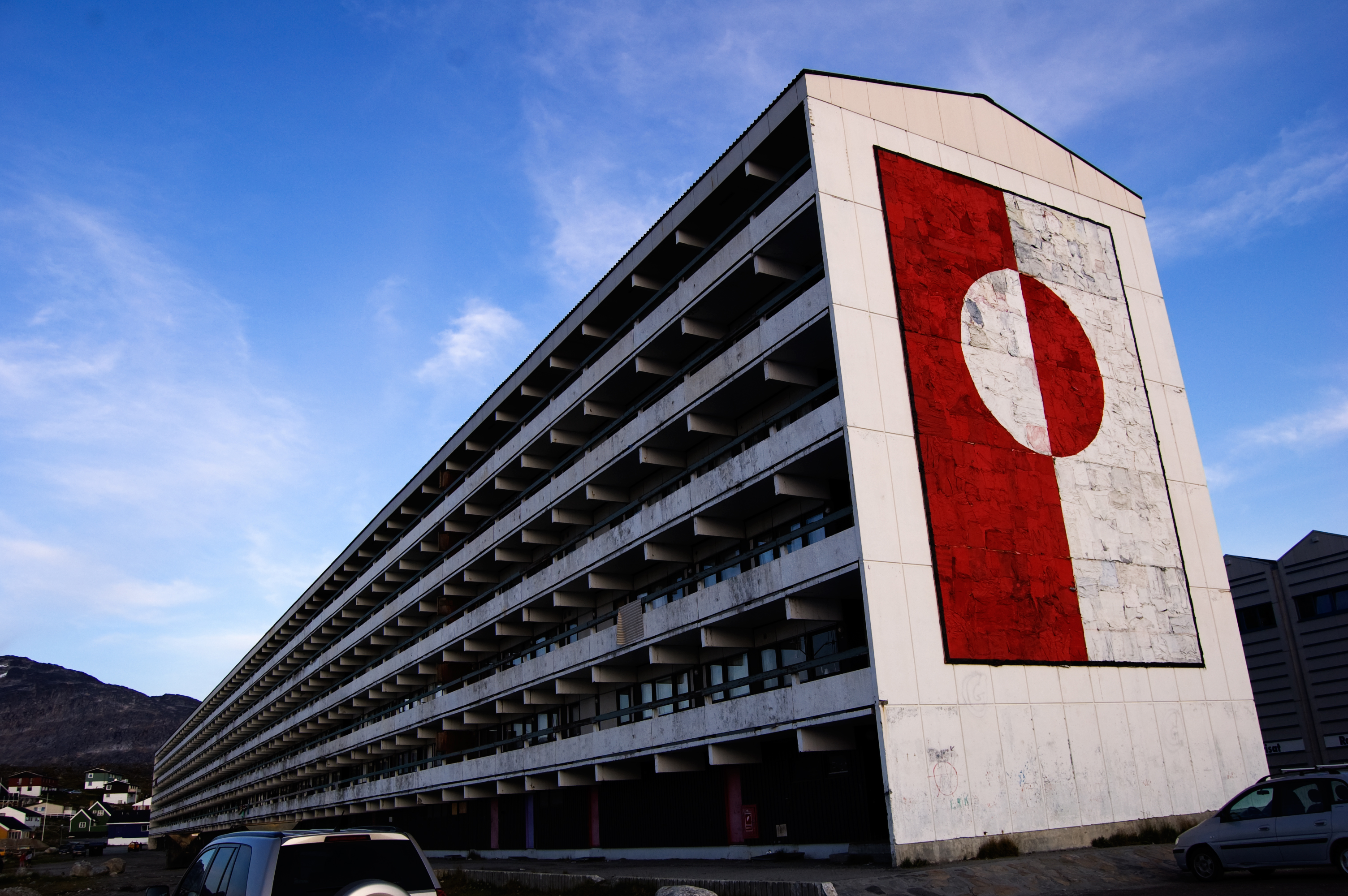
A maior bandeira da Gronelândia, fixada na parede do edifício.

Blok P (aportuguesado: Bloco P) é o maior edifício residencial de Nuuk, bem como o maior de toda a Gronelândia. Contém 320 apartamentos e diz-se que cerca de 1% de toda a população da Gronelândia vive nesse edifício. É também nesse edifício que se situa a maior bandeira da Gronelândia, costurada por uma artista local com a ajuda de estudantes.